# خوسيه رييس (لاعب كرة قدم)
خوسيه رييس (بالإسبانية: José Alejandro Reyes)‏ هو لاعب كرة قدم هندوراسي، ولد في 5 نوفمبر 1999 في تيغوسيغالبا في هندوراس. لعب مع نادي ديبورتيفو أوليمبيا.

## مسيرته الكروية
لعب خوسيه رييس خلال مسيرته الاحترافية مع نادِ واحدٍ في أربعة مواسم وسجل خلالها 4 أهداف ضمن 41 مباراة. ولم يفز بأي موسم بالكأس وفاز في موسم واحد بالدوري.
خاض خوسيه رييس مسيرته مع نادي ديبورتيفو أوليمبيا في موسم 2016–17 ليلعب معه أربعة مواسم، مشاركًا في 41 مباراة سجل خلالها 4 أهداف.

## وصلات خارجية
- خوسيه رييس على موقع إي إس بي إن إف سي (الإنجليزية)
- خوسيه رييس على موقع قاعدة بيانات كرة القدم.إي يو (الإنجليزية)
- خوسيه رييس على موقع ناشيونال فوتبول تيمز (الإنجليزية)
- خوسيه رييس على موقع Soccerway.com (الإنجليزية)
- خوسيه رييس على موقع عالم كرة القدم.نت (الإنجليزية)
- خوسيه رييس على موقع أوليمبيديا (الإنجليزية)